# Alessandro Duè
Alessandro Duè (né le 10 juillet 1913 à Pise en Toscane et mort à une date inconnue) est un joueur de football italien, qui jouait en tant qu'ailier gauche.
Au cours de sa carrière, Duè a évolué avec les clubs de Pise, de la Juventus (où il dispute sa première rencontre le 20 septembre 1936 lors d'un nul 1-1 en Serie A contre Lucchese), de Bari et de Trani. En Serie A, il a joué avec la Juve et Bari.